# Грищенко Володимир Федосійович
Грищенко Володимир Федосійович (нар. 5 липня 1945 , Припутні  — пом. 22 червня 2023 ) — український діяч, в. о. Запорізького міського голови (2003), перший заступник Запорізького міського голови (2001—2010), Почесний громадянин міста Запоріжжя (з 2010 року).

## Життєпис
Володимир Грищенко народився в селянській родині 5 липня 1945 року. У 1963 році закінчив середню школу. У 1963—1964 роках — електромонтер, столяр Будівельно-монтажного управління № 89.
У вересні 1964 — листопаді 1967 року — служба в Радянській армії (у Групі радянських військ у Німеччині).
У грудні 1967 — квітні 1972 року — черговий газорятівник 5-го та 6-го розряду, слюсар з ремонту устаткування 7-го розряду, старший апаратник Запорізького заводу феросплавів.
У 1971 році закінчив вечірнє відділення Запорізького будівельного технікуму, технік-механік будівельних машин і устаткування.
У квітні 1972 — вересні 1979 року — технік групи підготовки виробництва, інженер, механік, виконроб, начальник дільниці баштових кранів тресту «Запоріжбудмеханізація».
У 1978 році закінчив Дніпропетровський інженерно-будівельний інститут за спеціальністю будівельні та шляхові машини і обладнання, інженер-механік будівельних машин і устаткування.
У вересні 1979 — лютому 1982 року — виконроб дільниці, у лютому 1982 — серпні 1985 року — головний інженер, у серпні 1985 — січні 2000 року — начальник Запорізького державного комунального експлуатаційного лінійного управління автомобільних шляхів.
У січні — жовтні 2000 року — начальник управління комунального господарства Запорізької міської ради.
У жовтні 2000 — лютому 2001 року — заступник Запорізького міського голови, начальник управління комунального господарства Запорізької міської ради.
24 лютого 2001 — 29 грудня 2010 року — 1-й заступник Запорізького міського голови. Одночасно, 24 лютого 2001 — 28 січня 2004 року — начальник управління комунального господарства Запорізької міської ради.
5 березня — 8 червня 2003 року — в. о. Запорізького міського голови.
Потім — радник 1-го заступника Запорізького міського голови.
22 червня 2023 року Володимир Грищенко помер на 78-му році життя.

## Нагороди та звання
- Заслужений будівельник України (2008)[3]
- Почесний громадянин міста Запоріжжя (з 06.10.2010).